# Thami El Glaoui
Thami El Glaoui, (in lingua tachelhit Thami El Mezouari Aglaou, in lingua araba التهامي الكلاوي Al-Tahami Al-Kalawi) (Télouet, 1879 – Télouet, 23 gennaio 1956), è stato un politico marocchino, fu pascià di Marrakech dal 1912 al 1956.
Il suo cognome era El Mezouari, e proveniva da un titolo dato a un antenato dal sultano marocchino Mulay Isma'il nel 1700, mentre El Glaoui si riferisce al suo ruolo di capo della tribù Glaoua dei berberi del Marocco meridionale, con sede nella casba di Télouet nell'Alto Atlante e a Marrakech. El Glaoui divenne capo dei Glaoua alla morte del fratello maggiore, Madani El Glaoui, e come alleato del protettorato francese in Marocco, cospirò con loro per rovesciare il sultano Muhammad V.
Il 25 ottobre 1955, El Glaoui annunciò il suo consenso alla restaurazione di Muhammad V e dell'indipendenza del Marocco.

## Biografia

### Infanzia e giovinezza
Thami nacque nel 1879 nella famiglia Imezouaren, nella tribù Ait Telouet, un clan dei Glaoua meridionali. La sua famiglia era originariamente in un luogo chiamato Tigemmi n'Imezouaren nella tribù Fatwaka, vicino al fiume Tassaout. Suo padre era il qaid di Telouet, Mohammed ben Hammou, noto come Tibibit, e sua madre era Zouhra Oum El Khaïr, una schiava nera. Quando Mohammed morì il 4 agosto 1886, il figlio maggiore Mhamed prese il posto del padre e morì lo stesso anno. Dopo la morte di M'hammed, suo fratello Madani prese il potere e mise suo fratello T'hami come suo khalifat (assistente).
Nell'autunno del 1893, il sultano Mulay Hassan e il suo esercito stavano attraversando le montagne dell'Alto Atlante dopo una spedizione di riscossione delle tasse quando furono sorpresi da una tormenta di neve. Furono salvati da Madani e il grato sultano concesse a Madani qaidats da Tafilalt al Sous. Inoltre, donò all'arsenale dei Glaoua un cannone Krupp da 77 mm funzionante, l'unica arma del genere in Marocco al di fuori dell'esercito imperiale. L'esercito dei Glaoua usò quest'arma per sottomettere i signori della guerra rivali.
Nel 1902, Madani, T'hami e la forza Glaoua si unirono all'esercito imperiale di Mulay 'Abd al-'Aziz mentre marciava contro il pretendente Bou Hmara. Le forze del sultano furono sconfitte dal pretendente al trono. Madani divenne un capro espiatorio e trascorse mesi di umiliazione a corte prima di poter tornare a casa. Iniziò quindi a lavorare attivamente per deporre Mulay 'Abd al-'Aziz. Ciò fu ottenuto nel 1907 con l'intronizzazione di Abd al-Hafiz del Marocco, che ricompensò i Glaoua nominando Madani come suo Gran visir e T'hami come pascià di Marrakech.

### Influenza francese
I rovinosi regni di Mulay 'Abd al-'Aziz e Mulay Abd al-Hafiz portarono alla bancarotta il Marocco e portarono prima a rivolte, poi all'intervento armato dei francesi per proteggere i loro cittadini e gli interessi finanziari. Con il peggiorare della situazione, si dovette trovare di nuovo un capro espiatorio, e di nuovo furono i Glaoua. Mulay Abd al-Hafiz accusò Madani di trattenere i soldi delle tasse arretrate e nel 1911 privò tutti i membri della famiglia Glaoua delle loro posizioni.
Nel 1912 il sultano fu costretto a firmare il Trattato di Fès, che diede ai francesi un immenso controllo sul sultano, sui suoi pascià e qaid. Più tardi quell'anno, il pretendente Ahmed al-Hiba (1877- 1919) entrò a Marrakech con il suo esercito e chiese al nuovo pascià, Driss Mennou (che aveva sostituito T'hami), di consegnare tutti i cristiani stranieri come ostaggi. Questi avevano cercato rifugio presso l'ex Pascià, T'hami, che aveva tentato in precedenza ma non era riuscito a farli uscire dal distretto. T'hami consegnò gli ostaggi, tranne un sergente che nascose e fornì una linea di comunicazione con l'esercito francese in avvicinamento. I francesi dispersero i guerrieri di El Hiba e Driss Mennou ordinò ai suoi uomini di sopraffare le guardie di El Hiba e liberare gli ostaggi. Questi andarono quindi a casa di T'hami per raccogliere i loro averi e furono trovati lì dall'esercito francese in circostanze che suggerivano che solo T'hami li avesse salvati. T'hami fu immediatamente reintegrato nella sua posizione di pascià. Vedendo che i francesi erano ormai l'unica potenza efficace, T'hami si schierò con loro.

### Signore dell'Atlante
Madani morì nel 1918. I francesi ricambiarono immediatamente il sostegno di T'hami nominandolo capo della famiglia prima dei figli di Madani. Solo Hammou, genero di Madani, riuscì a mantenere la sua posizione di qaid del Glawa (Aglaw in lingua tashelhit), con sede a Telouet (e quindi responsabile del suo arsenale). Solo dopo la morte di Hammou nel 1934 T'hami ottenne il pieno controllo della sua eredità.
Da quel momento in poi, la ricchezza e l'influenza di T'hami crebbero. La sua posizione di pascià gli permise di acquisire grandi ricchezze con mezzi spesso dubbi, con interessi nell'agricoltura e nelle risorse minerarie. Il suo stile personale e il suo fascino, così come la sua prodigalità con la sua ricchezza, gli fecero guadagnare molti amici tra l'ambiente internazionale alla moda dell'epoca. Visitò spesso le capitali europee, mentre i suoi visitatori a Marrakech includevano Winston Churchill, Colette, Maurice Ravel, Charlie Chaplin e, nella primavera del 1933, Orson Welles.
Il pascià partecipò all'incoronazione della regina Elisabetta II come ospite privato di Winston Churchill; i due si erano incontrati durante i viaggi di quest'ultimo a Marrakech, spesso per dipingere. I sontuosi doni del pascià, una corona tempestata di gioielli e un pugnale ornato, furono rifiutati poiché non era consuetudine ricevere regali da individui che non rappresentassero un governo.
Secondo suo figlio Abdessadeq, uno dei principali mezzi con cui acquisì grandi proprietà terriere fu la possibilità di acquistare terreni a prezzi bassi durante i periodi di siccità. Durante una di queste siccità, costruì un campo da golf privato irrigato a Marrakech, dove Churchill giocava spesso. Quando i francesi protestarono per lo spreco di acqua, furono facilmente messi a tacere concedendo i diritti di gioco ai massimi funzionari.
T'hami ebbe due mogli: Lalla Zineb, madre dei suoi figli Hassan (1923–2018) e Abdessadeq e vedova di suo fratello Si Madani; e Lalla Fadna, dalla quale ebbe un figlio, Mehdi, e una figlia, Khaddouj. Mehdi fu ucciso combattendo nelle forze francesi alla battaglia di Montecassino (1944). T'hami ebbe anche un certo numero di concubine, dalle quali ebbe figli da tre: Lalla Kamar Torkia (figli Brahim, Abdellah, Ahmed e Madani), Lalla Nadida (figlio Mohammed e figlia Fattouma) e Lalla Zoubida (figlia Saadia). Le prime due di queste erano originariamente entrate nell'harem di T'hami come musiciste importate dalla Turchia.

### Collaborazione con i francesi

#### Opposizione ai nazionalisti
Come parte della resistenza contro l'occupazione francese, un partito politico, l'Istiqlal (Partito dell'Indipendenza), aveva avviato una politica nazionalista (cioè anticolonialista). T'hami e suo figlio Brahim (1919-1971) erano sostenitori dei francesi, ma molti degli altri figli di T'hami erano nazionalisti. Ciò poteva essere rischioso; ne aveva imprigionato uno in una segreta.
T'hami era cresciuto e aveva vissuto la maggior parte della sua vita come un signore della guerra feudale, e così avevano fatto molti altri pascià e qaid. La loro opposizione ai nazionalisti era basata sul conservatorismo:
- L'unica linea di comunicazione tra il popolo e il sultano era tramite i pascià e i qaid; questa era la via attraverso cui il denaro delle tasse arrivava al Makhzen. Nessuno, di certo non i nazionalisti, che erano per lo più gente comune, avrebbe dovuto violare questo protocollo. I pascià e i qaid credevano che questo ordine sociale fosse a vantaggio dei loro sudditi e anche loro stessi. Ciò era forse vero fino a un certo punto: qualsiasi pascià o qaid che esprimesse una simpatia nazionalista sarebbe stato probabilmente spogliato della sua posizione dai francesi e sostituito da un burattino o persino da un funzionario francese a scapito dei loro sudditi.
- Oltre a sfidare il potere politico tradizionale, i nazionalisti erano anche ritenuti responsabili di aver messo in pericolo la leadership spirituale. Le sensibilità religiose tradizionali tra i pascià e i qaid erano oltraggiate dalle immagini dei media di principesse reali in costume da bagno in spiaggia o in piscina. I nazionalisti erano ritenuti responsabili di aver introdotto il sultano a queste nuove idee anti-islamiche.

Thami non era contrario al nazionalismo (nel senso di essere contro il colonialismo francese) in sé, ma era offeso dal fatto che esso sembrasse associato a un sovvertimento dell'autorità temporale e spirituale consolidata del sultano.

#### Rottura con il sultano
Due incidenti portarono alla rottura delle relazioni tra T'hami e il sultano MuhammadV.
- Incidente di Mesfioua: il 18 novembre 1950 i nazionalisti organizzarono una manifestazione presso una tomba tra le rovine di Aghmat. La manifestazione fu brutalmente repressa dalla polizia che agì su ordine del qaid locale della tribù Mesfioua. Il Sultano, sentito ciò, ordinò al qaid di presentarsi davanti a lui per spiegarsi. Normalmente questo ordine sarebbe stato indirizzato al superiore del qaid, T'hami, ma lui si trovava a Parigi e andò invece al suo vice, suo figlio Brahim. Brahim, invece di obbedire, decise di consultare suo padre, ma omise di ottenere una risposta definitiva. Il risultato finale fu che l'ordine del Sultano non fu eseguito e il Sultano ebbe l'impressione che la famiglia Glaoui lo avesse deliberatamente ignorato.
- Incidente di Laghzaoui: i francesi avevano istituito un Consiglio del Trono presumibilmente per consigliare il Sultano, ma in realtà per imporgli una politica. In una riunione del Consiglio il 6 dicembre 1950, Mohammed Laghzaoui, un nazionalista, fu espulso dalla persona che di fatto controllava il Consiglio, il Residente francese. Gli altri membri nazionalisti se ne andarono con lui e furono immediatamente ricevuti in udienza privata dal Sultano. Ciò confermò a T'hami che i nazionalisti e il Sultano stavano violando i protocolli di comunicazione stabiliti.

Durante la festa annuale di Mouloud era consuetudine che i sudditi del Sultano rinnovassero i loro voti di lealtà nei suoi confronti. Ciò avveniva in udienze private con i pascià e i qaid, e tramite una dimostrazione pubblica da parte della loro tribù riunita.
L'udienza di T'hami ebbe luogo il 23 dicembre 1950. Prima di ciò, Moulay Larbi El Alaoui, un membro del Makhzen, aveva presumibilmente preparato il sultano ad aspettarsi guai da T'hami. Il sultano fece sapere che si aspettava che il pubblico si conformasse alle tradizionali promesse di lealtà senza alcun contenuto politico. T'hami, tuttavia, iniziò dando la colpa degli incidenti di Mesfioua e Laghzaoui ai nazionalisti. Quando il sultano rispose con calma che considerava i nazionalisti dei leali marocchini, T'hami esplose in una diatriba alla quale il sultano non poté far altro che restare senza parole, giudicando che fosse meglio non provocare un uomo che aveva chiaramente perso il controllo delle sue passioni. Dopo che T'hami si fu esaurito, il sultano continuò il suo silenzio così T'hami lasciò il palazzo. Il sultano si consultò quindi con il suo Gran visir e Moulay Larbi e diede ordine che T'hami non potesse comparire davanti a lui fino a nuovo avviso. Dopo che il Gran visir se ne andò per richiamare T'hami per ricevere questo ordine, i due qaid successivi furono ammessi per la loro udienza. Come accadde, si trattava di Brahim e Mohammed, i figli di T'hami, che erano qaid a pieno titolo. Brahim tentò di appianare le cose dicendo che T'hami aveva parlato solo come un padre potrebbe parlare a suo figlio. Suggerire che questo fosse un modo accettabile per un suddito di parlare a un re era di per sé una violazione del protocollo che non fece che peggiorare le cose. Quando T'hami tornò a palazzo, il Gran visir gli disse che sia lui che la sua famiglia non erano più benvenuti. T'hami rimandò quindi a casa i suoi membri della tribù riuniti e i qaid subordinati senza attendere la consueta dimostrazione pubblica di lealtà; questa azione fu interpretata dal palazzo come un ammutinamento aperto.

#### Colpo di Stato
Il 19 maggio 1953, Thami El Glaoui pubblicò un annuncio della sua cordialità e lealtà verso il protettorato francese, chiedendo al governo coloniale di cacciare il sultano Muhammad V. T'hami considerava l'ordine del sultano come un insulto personale che doveva essere cancellato a tutti i costi. Inoltre, il Makhzen era dominato dai Fassis (quelli della città di Fès), e c'era una tradizionale sfiducia reciproca tra i Fassis e quelli di Marrakech. Nella memoria di T'hami c'era l'umiliazione di se stesso e di suo fratello Madani per mano di un Makhzen dominato dai Fassis durante i regni di Mulay 'Abd al-'Aziz e Mulay Abd al-Hafiz.
Da quel momento in poi cospirò con Abd El Hay Kittani (1884-1962) e i francesi per sostituire Muhammad V con un nuovo sultano, un membro anziano della famiglia reale di nome Ben Arafa (1886-1976). Una rivolta scoppiò a Oujda il 16 agosto 1953, dieci giorni dopo che il "tour elettorale" di Glaoui passò per la città. Il 17 agosto 1953, Kittani e il Glaoui dichiararono unilateralmente Ben Arafa imam del Paese. Il 25 agosto 1953, il residente francese fece catturare con la forza il sultano e la sua famiglia e deportarli in esilio prima in Corsica e poi in Madagascar, e Ben Arafa fu proclamato nuovo sultano.

#### Rivolta popolare contro il colpo di Stato
T'hami aveva già partecipato a una detronizzazione di un sultano nel 1907 (la Hafidiya), che era stata accolta con indifferenza popolare. Con questa memoria "ossificata", non si sarebbe mai aspettato che un'altra detronizzazione avrebbe portato a un'insurrezione. Il grande errore commesso da T'hami e dai suoi pascià e qaid associati, secondo suo figlio Abdessadeq, fu che a differenza di Muhammad V semplicemente non riuscirono a realizzare che nel 1950 la società marocchina si era evoluta fino allo stadio in cui il governo feudale non era più accettabile per i loro sudditi.
Iniziò una rivolta popolare, diretta principalmente contro i francesi ma anche contro i loro sostenitori marocchini. I cittadini francesi furono massacrati, le forze francesi risposero con altrettanta brutalità e i coloni francesi iniziarono una campagna di terrorismo contro chiunque (marocchino o francese) esprimesse simpatie nazionaliste. T'hami fu il bersaglio di un attacco con granate, che tuttavia non lo ferì. Il suo ciambellano Haj Idder (ex schiavo di Madani) fu ferito in un altro attacco del genere e, una volta guarito, si oppose ai francesi. Infine, iniziò una guerra totale nel Rif.

### Riavvicinamento al sultano
T'hami era inizialmente totalmente pronto a sostenere i francesi, mitragliatrice in mano se necessario. Fu scosso, tuttavia, dalle "riforme" politiche che i francesi cominciarono a chiedere per consolidare la loro presa sul potere, che avrebbero avuto lo stesso risultato di quello che aveva temuto dai nazionalisti: l'eventuale rimozione dei pascià e dei qaid.
Il governo francese, innervosito dal modo in cui il Paese stava rapidamente diventando ingovernabile, cominciò lentamente a pensare a come avrebbe potuto annullare ciò che era accaduto. T'hami se ne accorse e altrettanto lentamente divenne ricettivo nei confronti del figlio nazionalista Abdessadeq come lo era stato in precedenza nei confronti del figlio filo-francese Brahim. Ben Arafa abdicò il 1º agosto 1955. I francesi portarono Muhammad V in Francia dall'esilio, ma crearono anche un "Consiglio del Trono" come governo provvisorio.
T'hami ormai non credeva più a nulla di ciò che dicevano i francesi e rifiutò loro espressamente il sostegno per reprimere uno sciopero studentesco. Entro il 17 ottobre, T'hami aveva deciso di notificare ai francesi e al loro Consiglio che sosteneva il ripristino di Muhammad V come sultano. Questa notifica non fu mai inviata, apparentemente perché Brahim venne a conoscenza delle sue intenzioni e iniziò le sue trattative con gli interessi francesi. T'hami fu scosso da un improvviso sospetto che Brahim potesse aver pianificato di sostituirlo.
Per prevenire ciò, Abdessadeq organizzò un incontro tra suo padre e i principali nazionalisti, che ebbe luogo durante una cena il 25 ottobre. In questo incontro fu redatto un annuncio in cui T'hami riconosceva Muhammad V come legittimo sultano. Il giorno dopo, non appena T'hami si era rivolto al Consiglio del Trono, l'annuncio fu letto da Abdessadeq a una folla in attesa e simultaneamente rilasciato ai media dai nazionalisti al Cairo. L'intero Marocco era ora unito nella richiesta di restaurazione del sultano, e i francesi non avevano altra scelta che capitolare.
T'hami volò in Francia e l'8 novembre 1955 si inginocchiò in segno di sottomissione davanti a Muhammad V, che gli perdonò i suoi errori passati.

### Fortuna personale
El Glaoui era uno degli uomini più ricchi del Marocco, dopo Pacha Boujemaa Mesfioui di Béni Mellal. Prendeva una decima dei raccolti di mandorle, zafferano e olive nel suo vasto dominio, possedeva enormi blocchi di azioni in miniere e fabbriche gestite dai francesi e riceveva uno sconto sui macchinari e sulle automobili importate nel suo regno. La fortuna di El Glaoui era da qualche parte nei pressi di $ 50 milioni all'epoca, più di $ 880 milioni, aggiustata per l'inflazione.

### Morte
Thami El Glaoui morì il 23 gennaio 1956 durante le sue preghiere notturne, poco dopo il ritorno in Marocco del sultano Muhammed V dall'esilio. Successivamente alla sua morte, le sue vaste proprietà e la sua considerevole ricchezza furono sequestrate dallo Stato marocchino. Negli ultimi anni della sua vita, El Glaoui soffrì di un cancro, che contribuì al deterioramento delle sue condizioni di salute.

## Discendenti
- Hassan El Glaoui (1923–2018), uno dei figli di T'hami, fu uno dei pittori figurativi più noti del Marocco, le cui opere sono state vendute a centinaia di migliaia di sterline da Sotheby's.[13]
- Abdessadeq El Glaoui, un altro dei figli di T'hami, è un ex ambasciatore marocchino negli Stati Uniti, ha scritto un libro su suo padre e sui suoi rapporti con i francesi e la monarchia ("Le ralliement: Le Glaoui, mon père").[9]
- Touria El Glaoui (1974-), nipote di Thami El Glaoui e figlia di Hassan El Glaoui, è la fondatrice della fiera annuale d'arte contemporanea africana 1-54.[14]
- Mehdi El Glaoui (1956-), nipote di Thami El Glaoui e figlio di Brahim El Glaoui, è famoso per il suo ruolo di Sébastien nella serie televisiva francese Belle e Sebastien.
- Brice Bexter (1990-), pronipote di Thami El Glaoui e nipote di Hassan El Glaoui, è un attore marocchino e internazionale emergente.[15]